# پاتریک نس
پاتریک نس (انگلیسی: Patrick Ness؛ زادهٔ ۱۷ اکتبر ۱۹۷۱) نویسنده، روزنامه‌نگار، فیلم‌نامه‌نویس و استاد دانشگاه آمریکایی-انگلیسی است. او در ایالات متحده آمریکا به دنیا آمد و به لندن مهاجرت کرد و تابعیت هر دو کشور را داراست. وی نویسنده رمان هایی همچون هیولایی فرا می‌خواند و سه‌گانه هرج‌ومرج گام برمی‌دارد یا آشوب مدام است.

## اوایل زندگی
پاتریک نس در نزدیکی پایگاه ارتش فورت بلوور، در نزدیکی ویرجینیا، جایی که پدرش ستوان ارتش آمریکا بود به دنیا آمد. سپس آنها به هاوایی نقل مکان کردند و نس تا شش سالگی در آنجا زندگی کرد. او ده سال بعد را در واشینگتن گذراند و پس از گذراندن دوره نوجوانی به لس آنجلس رفت و در دانشگاه کالیفرنیای جنوبی، به تحصیل ادبیات انگلیسی پرداخت.
بعد از فارغ التحصیلی، به عنوان نویسنده مشغول کار در یک شرکت شد و اولین داستانش را در سال ۱۹۹۷ در مجله ژانر به چاپ رساند. او در سال ۱۹۹۹ زمانی که مشغول کار بر روی اولین رمان خود بود به لندن مهاجرت کرد. نس قبل از اینکه نویسندگی را به طور حرفه ای آغاز کند در دانشگاه آکسفورد، نویسندگی خلاق را تدریس می‌کرد.

## آثار

### رمان ها
- سه‌گانه آشوب مدام یا هرج و مرج گام برمی‌دارد:

چاقوی ایستادگی (2014)
پرسش و پاسخ (۲۰۰۹)
هیولایی از جنس مردان (۲۰۱۰)
- هیولایی فرا می‌خواند (۲۰۱۱)
- بیشتر از این (۲۰۱۳)
- بقیه ما فقط اینجا زندگی می‌کنیم (۲۰۱۵)

### سینمایی
| سال  | فیلم                | سمت                         | توضیح                                                                                |
| ---- | ------------------- | --------------------------- | ------------------------------------------------------------------------------------ |
| ۲۰۱۶ | هیولایی فرا می‌خواند | تهیه کننده اجرایی / نویسنده | فیلم اقتباسی از رمان هیولایی فرا می‌خواند است.                                        |
| ۲۰۲۱ | آشوب مدام           | نویسنده                     | فیلم اقتباسی از رمان چاقوی ایستادگی اولین کتاب از سه‌گانه هرج و مرج گام برمی‌دارد است. |

## دستاوردها
پاتریک نس در سال ۲۰۰۸، موفق به دریافت جایزه کتاب نوجوانان گاردین و جایزه بوک تراست برای رمان چاقوی ایستادگی اولین کتاب از سه‌گانه آشوب مدام شد. هیات داوران، به دلیل کیفیت عالی این کتاب آن را شایسته دریافت این جایزه خوانده بودند و آن را کتابی هیجان انگیز و متفاوت خواندند. پرسش و پاسخ دومین کتاب از آشوب مدام نیز جایزه کتاب کاستا ۲۰۰۹ را برای نس به ارمغان آورد. در سال ۲۰۱۱ نس موفق به دریافت مدال کارنگی برای رمان هیولایی از جنس مردان سومین کتاب از سه‌گانه آشوب مدام شد و همچنین به فهرست نهایی جایزه آرتور سی.کلارک راه یافت. در سال ۲۰۱۲ دو جایزه معتبر مدال کارنگی و کیت گرینوی را با هم برای کتاب هیولایی فرا می خواند دریافت کرد. او دو بار به طور متوالی برنده مدال کارنگی شده‌است و جزو هفت نویسنده ای است که موفق به دریافت دو مدال کارنگی شده‌است. کتاب بیشتر از این در لیست نهایی کارنگی نیز قرار گرفت. بقیه ما فقط اینجا زندگی می‌کنیم جایزه کارکوس بهترین کتاب سال را دریافت کرد.